# GSC3728-572
GSC3728-572 — хімічно пекулярна зоря спектрального класу A2, що має видиму зоряну величину в смузі V приблизно 12,0.